# ارتباط با رسانه
ارتباط با رسانه (انگلیسی: Press service) معمولاً یک بخش از یک سازمان است که فعالیت آن انتشار اخبار مطبوعاتی و استفاده از ابزارهای مختلف مانند سخنرانی‌های عمومی در کنفرانس‌های خبری، پاسخ دادن به سؤالات از طریق تلفن یا اینترنت است.
شخصی که اطلاعیه‌ها را تهیه می‌کند معمولاً معاون مطبوعاتی، مسئول ارتباط با رسانه یا سخنگوی مطبوعات است.
به عنوان مثال، یک سرویس مطبوعاتی برای پارلمان اروپا وجود دارد.